# Soumaya Akaaboune
Soumaya Akaaboune es una actriz marroquí. 

## Biografía
Akaaboune nació el 16 de febrero de 1974 en Tánger, Marruecos. A los 14 años, fue vista por el coreógrafo Maurice Bejart, quien la invitó a unirse a su grupo de baile. Realizó una gira por Europa, bailando en París, España y Londres. Durante su estadía en este último país, centró su atención en el teatro, actuando en varios musicales. Se rompió el tendón de Aquiles en 1989, poniendo fin a su carrera de bailarina. En Londres, conoció a Sandra Bernhard, quien la invitó a actuar en su espectáculo "Up All Night" y más tarde en el espectáculo de Broadway "I'm Still Here... Damn It".
En 2010, actuó junto a Matt Damon en la película Green Zone. Participó en la comedia romántica Playing for Keeps en 2012 y la película biográfica Lovelace en 2013. Fue una de las cinco amas de casa descritas en el programa francés de 2013 Les Vraies Housewives. Entre 2015 y 2016, interpretó a Fettouma en la telenovela Wadii. En el 2019 interpretó a Marcelle en la serie de televisión The Spy.

## Vida privada
Conoció al productor de cine Peter Rodger en 1999. Posteriormente, se casó con él y tuvo un hijo, Jazz. Fue madrastra de Elliot Rodger, autor de los asesinatos de Isla Vista en 2014. Los dos tenían una relación tensa, y Elliot también había planeado asesinarla a ella. Regresó a Marruecos a finales de 2014. Akaaboune habla francés, árabe, inglés y español.

## Filmografía
Cine
- 1987 : Dernier été à Tanger
- 1999 : Esther
- 2010 : When the Voices Fade (cortometraje) : Leila
- 2010 : Green Zone : Sanaa
- 2012 : Playing for Keeps : Aracelli
- 2013 : Lovelace
- 2013 : Djinn
- 2017 : Catch the Wind : Madame Saïni
- 2017 : Looking for Oum Kulthum

Televisión
- 2013 : Les Vraies Housewives
- 2015-2016 : Waadi : Fettouma
- 2017-2018 : Rdat L'walida : Faty Kenani
- 2019 : EZZAIMA
- 2019 : The Spy : Marcelle
- 2020 : Bab Al Bahar : Zineb